# St. Nikolaus (Schmeheim)

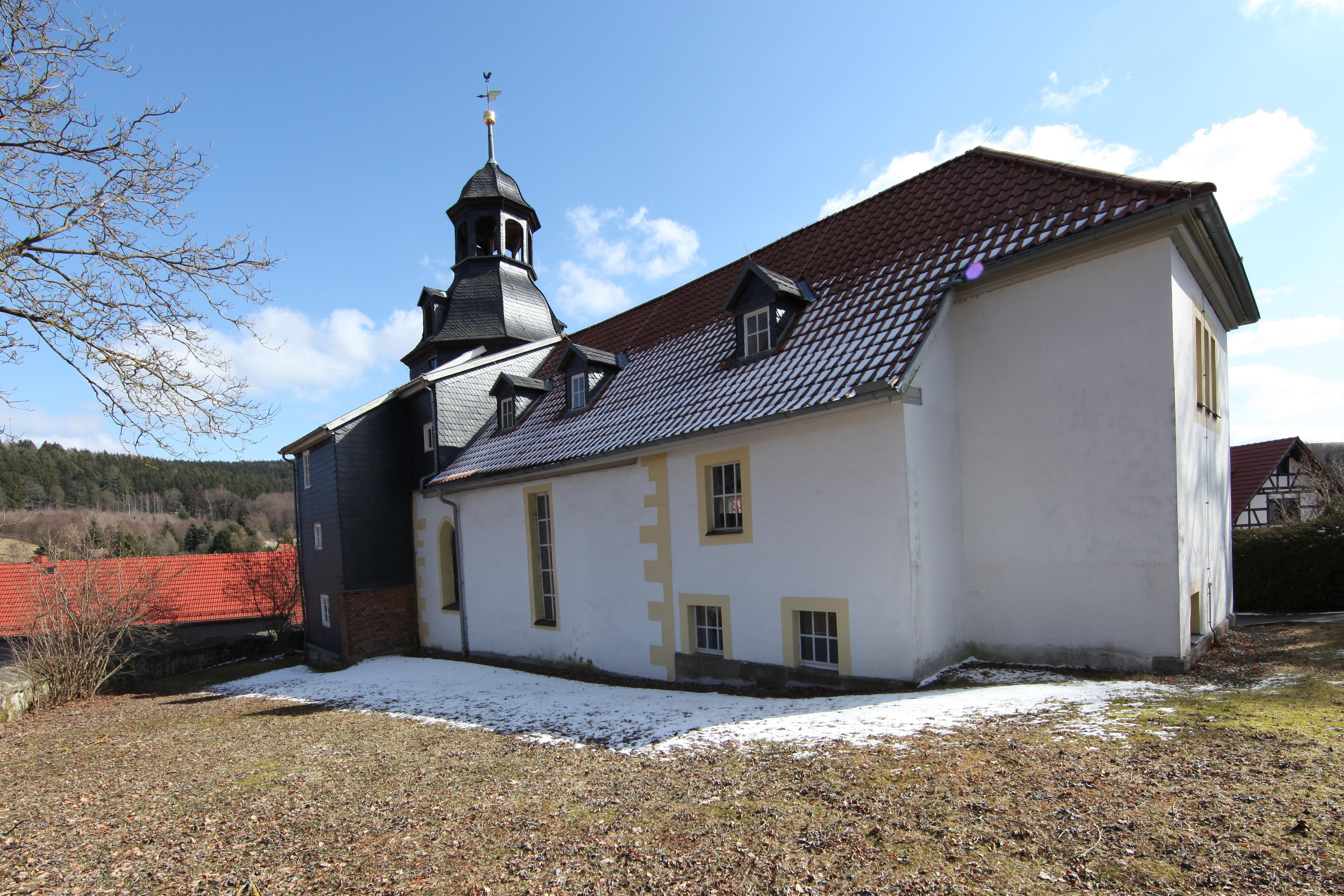
Evangelisch-lutherische Kirche St. Nikolaus

Die denkmalgeschützte evangelisch-lutherische Dorfkirche  St. Nikolaus steht mitten in der Gemeinde Schmeheim auf einem kleinen Hügel im Landkreis Hildburghausen in Thüringen.
Die Bauzeit ist ungewiss. Die Erwähnung des Kirchhofs in einer Lehensurkunde von 1418 bezeugt die Existenz einer Kirche zu dieser Zeit. Im Jahre 1697 wurde die bestehende Kirche erweitert und 1836 sowie 1876 grundlegend renoviert. 1911 baute man das Treppenhaus an.
Die Bronzeglocken wurden in beiden Weltkriegen für Rüstungszwecke eingezogen. Die kleine Glocke aus dem Jahr 1921 und die große Glocke wurden 1958 wieder eingebaut.
Den Taufstein mit der  Jahreszahl 1593 fand man 1997 auf einem Bauernhof wieder. Er steht inzwischen wieder in der Kirche.
Die Orgel mit barockem Prospekt aus dem Jahr 1787 wurde im 19. Jahrhundert mehrfach umgebaut und 1886 durch einen Neubau des Orgelbauers Kühn ersetzt.